# South Campbell (Dakota del Sur)
South Campbell es un territorio no organizado ubicado en el condado de Campbell en el estado estadounidense de Dakota del Sur. En el Censo de 2010 tenía una población de 364 habitantes y una densidad poblacional de 0,38 personas por km².

## Geografía
South Campbell se encuentra ubicado en las coordenadas 45°40′24″N 100°2′1″O / 45.67333, -100.03361. Según la Oficina del Censo de los Estados Unidos, South Campbell tiene una superficie total de 948.51 km², de la cual 911.56 km² corresponden a tierra firme y (3.89%) 36.94 km² es agua.

## Demografía
Según el censo de 2010, había 364 personas residiendo en South Campbell. La densidad de población era de 0,38 hab./km². De los 364 habitantes, South Campbell estaba compuesto por el 98.63% blancos, el 0.27% eran afroamericanos, el 0.27% eran amerindios, el 0.55% eran asiáticos, el 0% eran isleños del Pacífico, el 0% eran de otras razas y el 0.27% pertenecían a dos o más razas. Del total de la población el 0.55% eran hispanos o latinos de cualquier raza.